# Jak se točí Rozmarýny
Jak se točí Rozmarýny je československá rodinná komedie z roku 1977 režisérky a scenáristky Věry Plívové-Šimkové.

## Děj filmu
Filmová režisérka Bonžůrka se svou asistentkou Drahuškou hledají dětské herce pro připravovaný film. Ten pojednává o dívce, která vinou nemoci přijde o všechny vlasy. Objíždí různé základní školy po celém státě, aby našly hlavní hrdinku filmu Rozmarýnu. Po hledání se jim podaří najít dívku, která nese stejné jméno. Celému štábu se zalíbí a rozhodnou se ji do role obsadit. Kvůli filmu se musí nechat skutečně ostříhat dohola. Po přemýšlení a váhání se Rozmarýna rozhodne tento krok podstoupit a celý snímek natočí.

## Obsazení
- Pavlína Mourková jako Rozmarýna
- Iva Janžurová jako filmová režisérka Bonžůrka
- Dagmar Havlová jako asistentka Drahuška
- Josef Bláha jako vedoucí produkce
- Jiří Krampol jako kameraman
- Jiří Lábus jako Honza
- Zuzana Bydžovská jako klapka Lilka
- Renata Mašková jako skriptka Eliška
- Jan Kraus jako asistent výroby Jura
- Zdena Hadrbolcová jako učitelka biologie
- Jana Krausová jako Majka
- Lenka Termerová jako kostymérka
- Nina Bártů jako babička
- Eva Lecchiová jako učitelka
- Vladimír Kudla jako fotograf
- Jiří Kostka jako dědeček